# Canton de Mirecourt
Le canton de Mirecourt est une circonscription électorale française située dans le département des Vosges et la région Grand Est.

## Histoire
Le canton de Mirecourt a été créé en 1801.
Un nouveau découpage territorial des Vosges (département) entre en vigueur à l'occasion des premières élections départementales suivant le décret du 27 février 2014. Les conseillers départementaux sont, à compter de ces élections, élus au scrutin majoritaire binominal mixte. Les électeurs de chaque canton élisent au Conseil départemental, nouvelle appellation du Conseil général, deux membres de sexe différent, qui se présentent en binôme de candidats. Les conseillers départementaux sont élus pour 6 ans au scrutin binominal majoritaire à deux tours, l'accès au second tour nécessitant 12,5 % des inscrits au 1er tour. En outre la totalité des conseillers départementaux est renouvelée. Ce nouveau mode de scrutin nécessite un redécoupage des cantons dont le nombre est divisé par deux avec arrondi à l'unité impaire supérieure si ce nombre n'est pas entier impair, assorti de conditions de seuils minimaux. Dans les Vosges, le nombre de cantons passe ainsi de 31 à 17. Le nombre de communes du canton de Mirecourt passe de 32 à 56.
Le nouveau canton de Mirecourt est formé de communes des anciens cantons de Mirecourt (32 communes) et de Châtenois (24 communes). Il est entièrement inclus dans l'arrondissement de Neufchâteau. Le bureau centralisateur est situé à Mirecourt.

## Représentation

### Conseillers d'arrondissement (de 1833 à 1940)
Le canton de Mirecourt avait deux conseillers d'arrondissement jusqu'en 1926.
Il appartenait à l'arrondissement de Mirecourt jusqu'à sa disparition en 1926.
| Période                                  | Période      | Identité                                         | Étiquette       | Qualité |
| ---------------------------------------- | ------------ | ------------------------------------------------ | --------------- | --- |
| 1833                                     | 1842         | Louis Buffet                                     |                 | Négociant à Mirecourt                                                                                       |
| 1833                                     | 1848         | Jacques François Laprévotte                      |                 | Notaire à Mirecourt                                                                                         |
| 1842                                     | 1848         | Alexis Gaspard (1801-1856)                       |                 | Notaire à Mirecourt                                                                                         |
|                                          |              |                                                  |                 | |
| ??                                       | ??           | Jean Baptiste Morlot                             | Bonapartiste    | Maire de Baudricourt (??-mai 1878)                                                                          |
| 1919                                     |              | Paul Lucas                                       | Rad.            | Conseiller municipal de Mirecourt                                                                           |
| 1919                                     | 1927 (décès) | Nicolas Thiriet (1844-1927)                      | Rad.            | Président du Conseil d'arrondissement, cultivateur puis rentier, adjoint au maire de Mirecourt              |
| 1927                                     | 1935 (décès) | Jules Petitfour (1872-1935, gendre du précédent) | Union nationale | Cultivateur, maire de Juvaincourt                                                                           |
| 1935                                     | 1940         | Henri Baraban                                    | URD             | Maire d'Oëlleville                                                                                          |
| 1940                                     |              |                                                  |                 | Les conseils d'arrondissement ont été suspendus par la loi du 12 octobre 1940 et n'ont jamais été réactivés |
| Les données manquantes sont à compléter. |              |                                                  |                 | |

### Conseillers généraux de 1833 à 2015
| Période                                  | Période          | Identité                        | Étiquette      | Qualité |
| ---------------------------------------- | ---------------- | ------------------------------- | -------------- | --- |
| 1833                                     | 1842             | Charles Cornebois               |                | Notaire Maire de Mirecourt (1822-1825 et 1831-1836)                                                                                             |
| 1842                                     | 1852             | Louis Buffet                    |                | Négociant Maire de Mirecourt (1840-1843), conseiller d'arrondissement                                                                           |
| 1852                                     | 1856 (décès)     | Alexis Gaspard                  |                | Notaire Maire de Mirecourt (1843-1848), conseiller d'arrondissement                                                                             |
| 1856                                     | 1871             | Henry Laprévotte (1812-1879)    |                | Notaire, juge au Tribunal civil à Mirecourt |
| 1871                                     | 1874             | Gaëtan Delmas                   |                | Avocat Maire de Saint-Menge Sous-préfet de Mirecourt (1860-1870)                                                                                |
| 1874                                     | 1878 (démission) | Laurent Grandgeorges            |                | Marchand de bois à Mirecourt |
| 1878                                     | 1892             | Charles Derise                  | Républicain    | Avocat Maire de Mirecourt (1875-1902) |
| 1892                                     | 1904 (décès)     | Jules Joyeux                    | Républicain    | Médecin à Mirecourt |
| 1904                                     | 1910             | Antoine de Rozières (1858-1932) | Républicain    | Ancien capitaine d'infanterie, administrateur de la Cotonnière, Vice-Président des Eaux de Vittel Conseiller municipal de Mirecourt (1896-1908) |
| 1910                                     | 1934             | René Porterat                   | Rad. ind.      | Maire de Mirecourt (1941-1944 et 1945-1947) Député (1928-1932) Président du Conseil Général (1920-1928 et 1931-1932)                            |
| 1934                                     | 1940             | Alfred Caniaux                  | Rad.           | Avoué-plaidant Maire de Mirecourt (1925-1939)                                                                                                   |
|                                          |                  |                                 |                | |
| 1943                                     | 1945             | Antoine Walter (1892-1971)      |                | Ancien fabricant de dentelles à Villefranche-sur-Saône Adjoint au maire de Mirecourt Nommé conseiller départemental en 1943                     |
|                                          |                  |                                 |                | |
| 1945                                     | 1946 (démission) | Pierre Brahy                    | Rad.ind.       | Médecin Maire de Mirecourt (1940-1944 et 1945-1947)                                                                                             |
| 2 février 1947                           | 1973             | Henri Parisot                   | Rad. puis CNIP | Négociant en tissus Maire de Mirecourt (1947-1971) Sénateur (1952-1977)                                                                         |
| 1973                                     | 1979             | Robert Flambeau                 | UDF-PR         | Entrepreneur Maire de Mirecourt (1971-1977) |
| 1979                                     | 1985             | Claude Giet                     | PS             | Principal de collège Adjoint au maire de Mirecourt                                                                                              |
| 1985                                     | 1986 (décès)     | André Doering                   | RPR            | Gérant d'entreprise Adjoint au maire de Mirecourt (1983-1986)                                                                                   |
| 1987                                     | 1998             | Jacques Cablé                   | RPR            | Gérant d'entreprise Premier adjoint au Maire de Mirecourt (1989-1995)                                                                           |
| 1998                                     | 2004             | Patrick Beisbardt               | PS puis SE     | Médecin Maire de Mattaincourt (1983-2008) |
| 2004                                     | 2015             | Patrice Jamis                   | PS             | Soignant-éducatif Ancien maire-adjoint de Mirecourt                                                                                             |
| Les données manquantes sont à compléter. |                  |                                 |                | |

### Conseillers départementaux depuis 2015
| Période élective | Période élective | Mandat | Mandat   | Identité          | Nuance | Nuance | Qualité                                                                                          |
| ---------------- | ---------------- | ------ | -------- | ----------------- | ------ | ------ | ------------------------------------------------------------------------------------------------ |
| 2015             | 2021             | 2015   | 2021     | Nathalie Babouhot |        | LR     | Notaire adjointe au maire de Mirecourt Vice-Présidente, délégué aux Collèges et à l’Éducation    |
| 2015             | 2021             | 2015   | 2021     | Guy Sauvage       |        | LR     | Retraité maire de Châtenois                                                                      |
| 2021             | 2028             | 2021   | en cours | Nathalie Babouhot |        | LR     | Conseillère sortante, 3ème Vice-Présidente, déléguée à l’Administration, aux Finances et au SDIS |
| 2021             | 2028             | 2021   | en cours | Guy Sauvage       |        | LR     | Conseiller sortant                                                                               |

### Résultats détaillés

#### Élections de mars 2015
À l'issue du 1er tour des élections départementales de 2015, trois binômes sont en ballottage : Nathalie Babouhot et Guy Sauvage (UMP, 36,04 %), Hélène Colin et Patrice Jamis (PS, 29,72 %) et Lydie Mathis et Alain Urguette (FN, 26,36 %). Le taux de participation est de 58,62 % (7 674 votants sur 13 091 inscrits) contre 52,67 % au niveau départemental et 50,17 % au niveau national.
Au second tour, Nathalie Babouhot et Guy Sauvage (UMP) sont élus avec 41,73 % des suffrages exprimés et un taux de participation de 60,45 % (3 172 voix pour 7 920 votants et 13 102 inscrits).

#### Élections de juin 2021
Le premier tour des élections départementales de 2021 est marqué par un très faible taux de participation (33,26 % au niveau national). Dans le canton de Mirecourt, ce taux de participation est de 38,28 % (4 865 votants sur 12 708 inscrits) contre 33,12 % au niveau départemental. À l'issue de ce premier tour, deux binômes sont en ballottage : Nathalie Babouhot et Guy Sauvage (LR, 59,22 %) et Laura Demange et Bruno Macagnino (RN, 22,07 %).
Le second tour des élections est marqué une nouvelle fois par une abstention massive équivalente au premier tour. Les taux de participation sont de 34,36 % au niveau national, 33,77 % dans le département et 39,25 % dans le canton de Mirecourt. Nathalie Babouhot et Guy Sauvage (LR) sont élus avec 74,15 % des suffrages exprimés (3 342 voix pour 4 988 votants et 12 707 inscrits),,.

## Composition

### Composition avant 2015

Situation du canton de Mirecourt dans l'arrondissement de Neufchâteau avant 2015.

Le canton regroupait trente deux communes.
| Nom                   | Code Insee | Codepostal | Superficie (km2) | Population (dernière pop. légale) | Densité (hab./km2) |
| --------------------- | ---------- | ---------- | ---------------- | --------------------------------- | ------------------ |
| Mirecourt (chef-lieu) | 88304      | 88500      | 12,12            | 5 774 (2012)                      | 476                |
| Ambacourt             | 88006      | 88500      | 6,76             | 298 (2012)                        | 44                 |
| Baudricourt           | 88039      | 88500      | 3,48             | 316 (2012)                        | 91                 |
| Biécourt              | 88058      | 88170      | 5,94             | 89 (2012)                         | 15                 |
| Blémerey              | 88060      | 88500      | 2,48             | 19 (2012)                         | 7,7                |
| Boulaincourt          | 88066      | 88500      | 2,51             | 75 (2012)                         | 30                 |
| Chauffecourt          | 88097      | 88500      | 1,89             | 36 (2012)                         | 19                 |
| Chef-Haut             | 88100      | 88500      | 3,18             | 45 (2012)                         | 14                 |
| Dombasle-en-Xaintois  | 88139      | 88500      | 4,72             | 120 (2012)                        | 25                 |
| Domvallier            | 88155      | 88500      | 3,24             | 118 (2012)                        | 36                 |
| Frenelle-la-Grande    | 88185      | 88500      | 5,50             | 118 (2012)                        | 21                 |
| Frenelle-la-Petite    | 88186      | 88500      | 3,49             | 53 (2012)                         | 15                 |
| Hymont                | 88246      | 88500      | 4,17             | 480 (2012)                        | 115                |
| Juvaincourt           | 88257      | 88500      | 8,82             | 190 (2012)                        | 22                 |
| Madecourt             | 88279      | 88270      | 4,49             | 61 (2012)                         | 14                 |
| Mattaincourt          | 88292      | 88500      | 5,95             | 874 (2012)                        | 147                |
| Mazirot               | 88295      | 88500      | 6,55             | 220 (2012)                        | 34                 |
| Ménil-en-Xaintois     | 88299      | 88500      | 4,23             | 178 (2012)                        | 42                 |
| Oëlleville            | 88334      | 88500      | 10,08            | 281 (2012)                        | 28                 |
| Poussay               | 88357      | 88500      | 8,69             | 716 (2012)                        | 82                 |
| Puzieux               | 88364      | 88500      | 5,42             | 158 (2012)                        | 29                 |
| Ramecourt             | 88368      | 88500      | 3,26             | 168 (2012)                        | 52                 |
| Remicourt             | 88382      | 88500      | 4,22             | 74 (2012)                         | 18                 |
| Repel                 | 88389      | 88500      | 3,46             | 76 (2012)                         | 22                 |
| Rouvres-en-Xaintois   | 88400      | 88500      | 11,19            | 288 (2012)                        | 26                 |
| Saint-Menge           | 88427      | 88170      | 6,67             | 131 (2012)                        | 20                 |
| Saint-Prancher        | 88433      | 88500      | 4,41             | 74 (2012)                         | 17                 |
| Thiraucourt           | 88469      | 88500      | 3,02             | 103 (2012)                        | 34                 |
| Totainville           | 88476      | 88500      | 5,00             | 125 (2012)                        | 25                 |
| Valleroy-aux-Saules   | 88489      | 88270      | 5,03             | 281 (2012)                        | 56                 |
| Villers               | 88507      | 88500      | 4,97             | 231 (2012)                        | 46                 |
| Vroville              | 88525      | 88500      | 6,83             | 138 (2012)                        | 20                 |

### Composition depuis 2015
Le canton de Mirecourt comprend désormais cinquante-six communes entières.
| Nom                               | Code Insee | Intercommunalité                         | Superficie (km2) | Population (dernière pop. légale) | Densité (hab./km2) | Modifier                                    |
| --------------------------------- | ---------- | ---------------------------------------- | ---------------- | --------------------------------- | ------------------ | ------------------------------------------- |
| Mirecourt (bureau centralisateur) | 88304      | CC de Mirecourt Dompaire                 | 12,12            | 4 746 (2022)                      | 392                | modifier les données · modifier les données |
| Ambacourt                         | 88006      | CC de Mirecourt Dompaire                 | 6,76             | 290 (2022)                        | 43                 | modifier les données · modifier les données |
| Aouze                             | 88010      | CC de l'Ouest Vosgien                    | 11,21            | 196 (2022)                        | 17                 | modifier les données · modifier les données |
| Aroffe                            | 88013      | CC de l'Ouest Vosgien                    | 8,51             | 91 (2022)                         | 11                 | modifier les données · modifier les données |
| Balléville                        | 88031      | CC de l'Ouest Vosgien                    | 6,25             | 100 (2022)                        | 16                 | modifier les données · modifier les données |
| Baudricourt                       | 88039      | CC de Mirecourt Dompaire                 | 3,48             | 330 (2022)                        | 95                 | modifier les données · modifier les données |
| Biécourt                          | 88058      | CC de Mirecourt Dompaire                 | 5,94             | 91 (2022)                         | 15                 | modifier les données · modifier les données |
| Blémerey                          | 88060      | CC de Mirecourt Dompaire                 | 2,48             | 30 (2022)                         | 12                 | modifier les données · modifier les données |
| Boulaincourt                      | 88066      | CC de Mirecourt Dompaire                 | 2,51             | 63 (2022)                         | 25                 | modifier les données · modifier les données |
| Châtenois                         | 88095      | CC de l'Ouest Vosgien                    | 17,57            | 1 721 (2022)                      | 98                 | modifier les données · modifier les données |
| Chauffecourt                      | 88097      | CC de Mirecourt Dompaire                 | 1,89             | 41 (2022)                         | 22                 | modifier les données · modifier les données |
| Chef-Haut                         | 88100      | CC de Mirecourt Dompaire                 | 3,18             | 48 (2022)                         | 15                 | modifier les données · modifier les données |
| Courcelles-sous-Châtenois         | 88117      | CC de l'Ouest Vosgien                    | 2,33             | 76 (2022)                         | 33                 | modifier les données · modifier les données |
| Darney-aux-Chênes                 | 88125      | CC de l'Ouest Vosgien                    | 2,44             | 62 (2022)                         | 25                 | modifier les données · modifier les données |
| Dolaincourt                       | 88137      | CC de l'Ouest Vosgien                    | 2,60             | 90 (2022)                         | 35                 | modifier les données · modifier les données |
| Dombasle-en-Xaintois              | 88139      | CC de Mirecourt Dompaire                 | 4,72             | 124 (2022)                        | 26                 | modifier les données · modifier les données |
| Dommartin-sur-Vraine              | 88150      | CC de l'Ouest Vosgien                    | 7,10             | 292 (2022)                        | 41                 | modifier les données · modifier les données |
| Domvallier                        | 88155      | CC de Mirecourt Dompaire                 | 3,24             | 95 (2022)                         | 29                 | modifier les données · modifier les données |
| Frenelle-la-Grande                | 88185      | CC de Mirecourt Dompaire                 | 5,50             | 101 (2022)                        | 18                 | modifier les données · modifier les données |
| Frenelle-la-Petite                | 88186      | CC de Mirecourt Dompaire                 | 3,49             | 47 (2022)                         | 13                 | modifier les données · modifier les données |
| Gironcourt-sur-Vraine             | 88206      | CC de l'Ouest Vosgien                    | 7,51             | 858 (2022)                        | 114                | modifier les données · modifier les données |
| Houécourt                         | 88241      | CC Terre d'Eau                           | 9,91             | 424 (2022)                        | 43                 | modifier les données · modifier les données |
| Hymont                            | 88246      | CC de Mirecourt Dompaire                 | 4,17             | 488 (2022)                        | 117                | modifier les données · modifier les données |
| Juvaincourt                       | 88257      | CC de Mirecourt Dompaire                 | 8,82             | 183 (2022)                        | 21                 | modifier les données · modifier les données |
| Longchamp-sous-Châtenois          | 88274      | CC de l'Ouest Vosgien                    | 4,85             | 81 (2022)                         | 17                 | modifier les données · modifier les données |
| Maconcourt                        | 88278      | CC de l'Ouest Vosgien                    | 4,90             | 67 (2022)                         | 14                 | modifier les données · modifier les données |
| Madecourt                         | 88279      | CC de Mirecourt Dompaire                 | 4,49             | 50 (2022)                         | 11                 | modifier les données · modifier les données |
| Mattaincourt                      | 88292      | CC de Mirecourt Dompaire                 | 5,95             | 801 (2022)                        | 135                | modifier les données · modifier les données |
| Mazirot                           | 88295      | CC de Mirecourt Dompaire                 | 6,55             | 237 (2022)                        | 36                 | modifier les données · modifier les données |
| Ménil-en-Xaintois                 | 88299      | CC de l'Ouest Vosgien                    | 4,23             | 168 (2022)                        | 40                 | modifier les données · modifier les données |
| Morelmaison                       | 88312      | CC de l'Ouest Vosgien                    | 5,48             | 192 (2022)                        | 35                 | modifier les données · modifier les données |
| La Neuveville-sous-Châtenois      | 88324      | CC de l'Ouest Vosgien                    | 7,41             | 368 (2022)                        | 50                 | modifier les données · modifier les données |
| Oëlleville                        | 88334      | CC de Mirecourt Dompaire                 | 10,08            | 269 (2022)                        | 27                 | modifier les données · modifier les données |
| Ollainville                       | 88336      | CC de l'Ouest Vosgien                    | 6,31             | 74 (2022)                         | 12                 | modifier les données · modifier les données |
| Pleuvezain                        | 88350      | CC de l'Ouest Vosgien                    | 3,80             | 72 (2022)                         | 19                 | modifier les données · modifier les données |
| Poussay                           | 88357      | CC de Mirecourt Dompaire                 | 8,69             | 660 (2022)                        | 76                 | modifier les données · modifier les données |
| Puzieux                           | 88364      | CC de Mirecourt Dompaire                 | 5,42             | 145 (2022)                        | 27                 | modifier les données · modifier les données |
| Rainville                         | 88366      | CC de l'Ouest Vosgien                    | 8,61             | 274 (2022)                        | 32                 | modifier les données · modifier les données |
| Ramecourt                         | 88368      | CC de Mirecourt Dompaire                 | 3,26             | 148 (2022)                        | 45                 | modifier les données · modifier les données |
| Remicourt                         | 88382      | CC de Mirecourt Dompaire                 | 4,22             | 63 (2022)                         | 15                 | modifier les données · modifier les données |
| Removille                         | 88387      | CC de l'Ouest Vosgien                    | 7,55             | 194 (2022)                        | 26                 | modifier les données · modifier les données |
| Repel                             | 88389      | CC de Mirecourt Dompaire                 | 3,46             | 82 (2022)                         | 24                 | modifier les données · modifier les données |
| Rouvres-en-Xaintois               | 88400      | CC de Mirecourt Dompaire                 | 11,19            | 262 (2022)                        | 23                 | modifier les données · modifier les données |
| Saint-Menge                       | 88427      | CC de l'Ouest Vosgien                    | 6,67             | 117 (2022)                        | 18                 | modifier les données · modifier les données |
| Saint-Paul                        | 88431      | CC de l'Ouest Vosgien                    | 4,90             | 148 (2022)                        | 30                 | modifier les données · modifier les données |
| Saint-Prancher                    | 88433      | CC de Mirecourt Dompaire                 | 4,41             | 67 (2022)                         | 15                 | modifier les données · modifier les données |
| Sandaucourt                       | 88440      | CC Terre d'Eau                           | 10,78            | 174 (2022)                        | 16                 | modifier les données · modifier les données |
| Soncourt                          | 88459      | CC de l'Ouest Vosgien                    | 3,91             | 43 (2022)                         | 11                 | modifier les données · modifier les données |
| Thiraucourt                       | 88469      | CC de Mirecourt Dompaire                 | 3,02             | 100 (2022)                        | 33                 | modifier les données · modifier les données |
| Totainville                       | 88476      | CC de Mirecourt Dompaire                 | 5,00             | 114 (2022)                        | 23                 | modifier les données · modifier les données |
| Valleroy-aux-Saules               | 88489      | CC de Mirecourt Dompaire                 | 5,03             | 256 (2022)                        | 51                 | modifier les données · modifier les données |
| Vicherey                          | 88504      | CC du Pays de Colombey et du Sud Toulois | 5,88             | 158 (2022)                        | 27                 | modifier les données · modifier les données |
| Villers                           | 88507      | CC de Mirecourt Dompaire                 | 4,97             | 189 (2022)                        | 38                 | modifier les données · modifier les données |
| Viocourt                          | 88514      | CC de l'Ouest Vosgien                    | 4,75             | 165 (2022)                        | 35                 | modifier les données · modifier les données |
| Vouxey                            | 88523      | CC de l'Ouest Vosgien                    | 23,28            | 169 (2022)                        | 7,3                | modifier les données · modifier les données |
| Vroville                          | 88525      | CC de Mirecourt Dompaire                 | 6,83             | 133 (2022)                        | 19                 | modifier les données · modifier les données |
| Canton de Mirecourt               | 8809       |                                          | 349,61           | 16 627 (2022)                     | 48                 | modifier les données                        |

## Démographie

### Démographie avant 2015
| 1962   | 1968   | 1975   | 1982   | 1990   | 1999   | 2006   | 2011   | 2012   |
| ------ | ------ | ------ | ------ | ------ | ------ | ------ | ------ | ------ |
| 14 042 | 14 274 | 14 317 | 14 249 | 13 342 | 12 401 | 11 931 | 11 904 | 11 908 |

### Démographie depuis 2015
En 2022, le canton comptait 16 627 habitants, en évolution de −5,43 % par rapport à 2016 (Vosges : −2,96 %, France hors Mayotte : +2,11 %).
| 2013   | 2018   | 2022   |
| ------ | ------ | ------ |
| 17 996 | 17 250 | 16 627 |